# Gatumdu
Ĝatumdu (auch Gatumdug) ist eine in der sumerischen Stadt Lagasch beheimatete Muttergottheit. Sie ist die Tochter des obersten Gottes des sumerischen Pantheons, An, und Mutter der obersten Göttin von Lagasch und Girsu, Baba. En-metena, der erste Erbauer ihres Tempels, nennt sie „Mutter von Lagasch“.
Sie steht in besonderer Beziehung zum Stadtfürsten Gudea, der sie „meine Mutter, […] mein Vater“ nennt.